# Przesmyki
Przesmyki è un comune rurale polacco del distretto di Siedlce, nel voivodato della Masovia.
Ricopre una superficie di 117,13 km² e nel 2004 contava 3 744 abitanti.